# نهائي الدوري الأسترالي لكرة القدم 2024
نهائي دوري الدرجة الأولى الأسترالي للرجال 2024 (بالإنجليزية: 2024 A-League Men Grand Final)، والمعروف رسميًا باسم نهائي دوري الدرجة الأولى الأسترالي إيسوزو يو تي إي (بالإنجليزية: Isuzu UTE A-League Grand Final)، كانت مباراة كرة قدم أقيمت بين سنترال كوست مارينرز وملبورن فيكتوري في 25 مايو 2024 في ملعب سنترال كوست في جوسفورد، أستراليا. حددت المباراة أبطال دوري الدرجة الأولى الأسترالي للرجال وكانت النهائي الكبير التاسع عشر لدوري الدرجة الأولى الأسترالي للرجال ‏، وتتويجًا لموسم 2023–24 ‏. كانت هذه أول مباراة نهائية كبرى منذ عام 2019 ‏ لا يشارك فيها فريق ملبورن سيتي.
تم إدارة المباراة بواسطة الحكم أليكس كينج. فاز فريق سنترال كوست مارينرز بنتيجة 3–1 في الوقت الإضافي ليحصد لقبه الثاني على التوالي. حقق فريق مارينرز أول ثلاثية لفريق في الدوري الأسترالي ‏. حصل ريان إدموندسون على ميدالية جو مارستون ‏، وحصل جوش نيسبيت ‏ على ميدالية جوني وارن ‏ في حفل توزيع الجوائز. تم تسمية مدرب فريق مارينرز مارك جاكسون كأفضل مدرب للرجال في الدوري الأسترالي ‏ في نفس اليوم. وأصبح ميغيل دي بيزيو ‏ أصغر مسجل للهدف في المباراة، بينما أصبح داني فوكوفيتش أكبر لاعب سنا يشارك في المباراة النهائية.
وحضر المباراة 21،379 متفرجًا، وهو رقم قياسي في الملعب. وتعرض توني بوبوفيتش، مدرب فريق ملبورن فيكتوري، لهزيمته الخامسة في المباراة النهائية في ما كان الظهور السابع له مع الفريق. واعتزل فوكوفيتش ولاعب فريق فيكتوري لي بروكسهام اللعب في كرة القدم الاحترافية بعد المباراة.

## الخلفية
كان نادي سنترال كوست مارينرز يلعب نهائي دوري الدرجة الأولى الأسترالي للرجال ‏ للمرة الثانية على التوالي، وهي المرة الأولى في تاريخ النادي، بعد فوزه في النهائي السابق ضد ملبورن سيتي ‏. وصل فريق مارينرز إلى النهائي باعتباره بطلًا وفاز سابقًا بالبطولة الصغرى مرتين في موسمي 2007–08 و2011–12، وحصل على فوز واحد في النهائي الكبير في عام 2013 ‏ من أصل أربع مشاركات خلال ذلك الوقت. كما فاز النادي بكأس الاتحاد الآسيوي لكرة القدم خلال موسم 2023–24 ‏ وكان يتنافس على أول ثلاثية يحققها نادٍ من الدوري الأسترالي ‏.

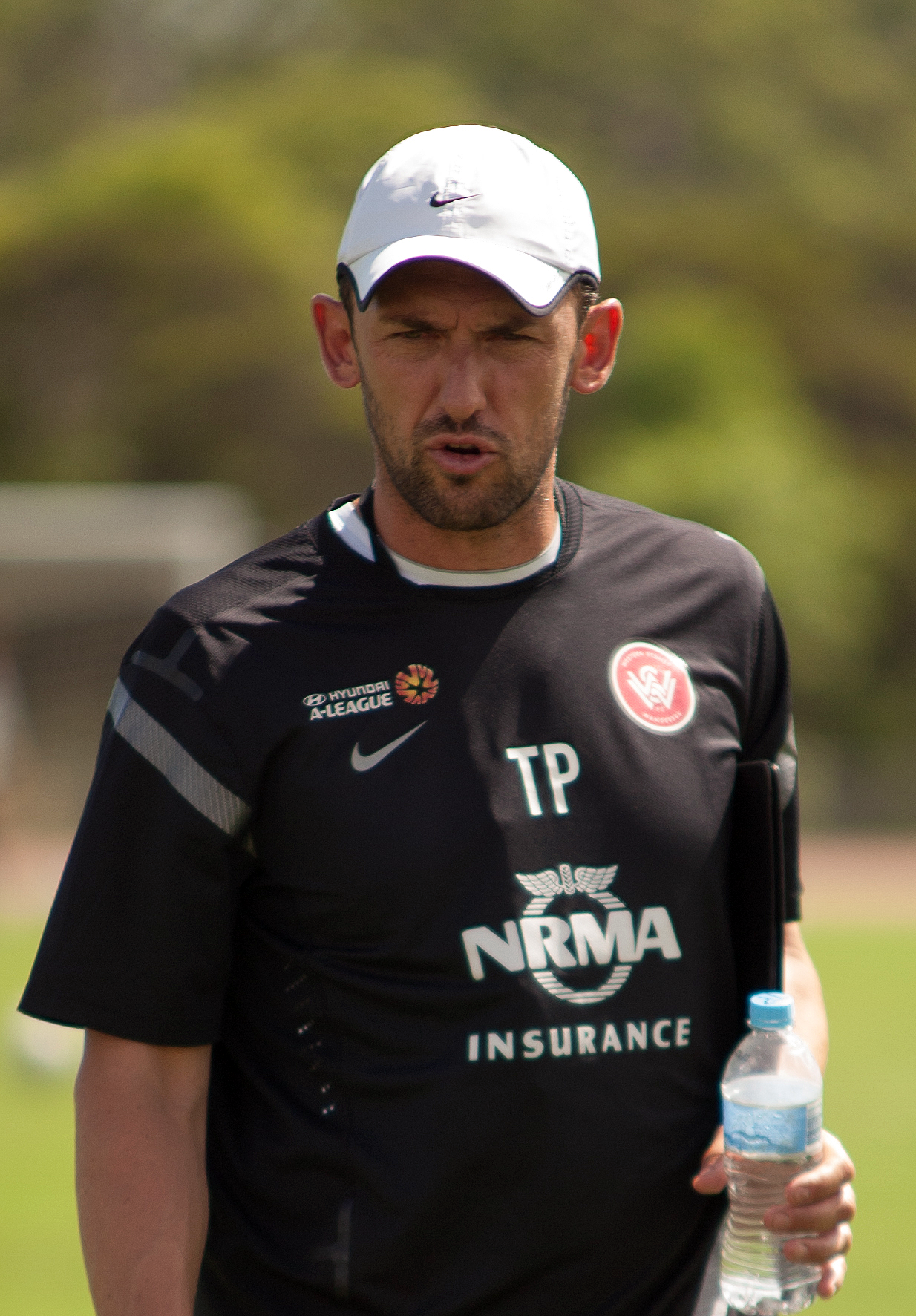
تمكن توني بوبوفيتش من الوصول إلى النهائي الخامس في مسيرته.

بالنسبة لفريق ملبورن فيكتوري، كان النادي يلعب في نهائيه السابع والأول منذ عام 2018 حيث فاز ببطولته الرابعة. كان النادي يتنافس على الفوز الخامس في النهائي الكبير ومعادلة الرقم القياسي لأكبر عدد من البطولات لمنافسه الكبير نادي سيدني إف سي. شارك توني بوبوفيتش مدرب فريق فيكتوري في نهائي البطولة للمرة الخامسة كمدرب رئيسي، بعد أن فعل ذلك ثلاث مرات مع ويسترن سيدني واندررز ومرة واحدة مع بيرث جلوري في نهائي عام 2019 ‏، وانتهت جميعها بالهزيمة. قاد بوبوفيتش فريق ملبورن فيكتوري إلى نهائي واحد، ليفوز بكأس الاتحاد الأسترالي لكرة القدم 2021. في الجدول، احتل فريق سنترال كوست مارينرز المركز الأول، بفارق 13 نقطة عن ملبورن فيكتوري الذي احتل المركز الثالث برصيد 42 نقطة وبفارق نقطتين عن ويلينجتون فينيكس صاحب المركز الثاني.

### النهائيات السابقة
في الجدول التالي، كانت النهائيات حتى عام 2004 في عصر الدوري الوطني لكرة القدم، ومنذ عام 2006 كانت في عصر دوري الدرجة الأولى الأسترالي للرجال.
| الفريق               | المشاركات السابقة في النهائيات الكبرى (يشير الخط العريض إلى الفائزين) |
| -------------------- | --------------------------------------------------------------------- |
| بحارة الساحل المركزي | 5 (2006، 2008، 2011، 2013، 2023)                                      |
| ملبورن فيكتوري       | 6 (2007، 2009، 2010، 2015، 2017، 2018)                                |

## الطريق إلى النهائي

### الملخص
بعد الموسم العادي، يتم لعب سلسلة نهائيات مدتها خمسة أسابيع لتحديد الفائز ببطولة الدوري الأسترالي. يتم إعفاء الفريقين الأعلى ترتيبًا من الدور نصف النهائي، بينما يتم سحب الفرق من الثالث إلى السادس إلى نهائيات الإقصاء؛ حيث يستضيف كل من الفريقين الثالث والرابع الفريقين اللذين يحتلان المركزين السادس والخامس على التوالي. يتقدم الفائزون إلى الدور نصف النهائي من مباراتين، تم تقديمهما لأول مرة في موسم 2021–22 ‏، حيث تُلعب مباراة الذهاب على ملعب النادي الأقل تصنيفًا. يتم جمع نتائج المباراتين في مجموع النقاط لتحديد الفائز الذي سيواجه بعضهما البعض في المباراة النهائية. إذا كانت النتائج الإجمالية متساوية، فإن المباراة الثانية ستذهب إلى الوقت الإضافي، ثم إلى ركلات الترجيح إذا ظلت النتيجة متعادلة. لا يتم استخدام قاعدة الأهداف خارج الأرض في الدور نصف النهائي. سيستضيف المتأهلون الذين حصلوا على أعلى مرتبة على الطاولة المباراة النهائية الكبرى. وستستخدم سلسلة المباريات النهائية أيضًا إعلان حكم الفيديو المساعد (VAR) لأول مرة في تاريخ الدوري والذي يسمح بإعلان قرارات الحكام بعد مراجعة الفيديو. أصبح الدوري الأسترالي أول دوري في الاتحاد الآسيوي لكرة القدم يطبق هذا.
في موسم 2023–24، كان فريقا سنترال كوست مارينرز وويلينغتون فينيكس الفريقين الأعلى تصنيفًا. فاز فريق مارينرز بالبطولة في آخر مباراة من الموسم بعد فوزه 2–0 على أديلايد يونايتد في 1 مايو 2024. قبل تلك المباراة، كان ويلينجتون متقدمًا بنقطة واحدة في المركز الأول. تم إعفاء كلا الفريقين من التأهل إلى الدور نصف النهائي. احتل فريق ملبورن فيكتوري وفريق سيدني إف سي المركزين الثالث والرابع على التوالي، وكانا المضيفين لنهائيات الإقصاء. واستكمل نادي ماك آرثر إف سي ونادي ملبورن سيتي المراكز الستة الأولى بعد حصولهما على المركزين الخامس والسادس على التوالي. تم تغيير موعد المباراة الثانية من نهائي الإقصاء من الساعة 3 مساءً إلى 5 مساءً (بتوقيت شرق أستراليا) في 5 مايو. لعب نادي سيدني إف سي ضد ماك آرثر في اليوم السابق في ملعب سيدني لكرة القدم وهزم فريق بولز 4–0 ليتقدم إلى الدور نصف النهائي.
| سنترال كوست مارينرز                                                        | سنترال كوست مارينرز                                                        | سنترال كوست مارينرز                                                        | سنترال كوست مارينرز                                                        | الجولة           | ملبورن فيكتوري                                             | ملبورن فيكتوري                                             | ملبورن فيكتوري                                             | ملبورن فيكتوري                                             |
| -------------------------------------------------------------------------- | -------------------------------------------------------------------------- | -------------------------------------------------------------------------- | -------------------------------------------------------------------------- | ---------------- | ---------------------------------------------------------- | ---------------------------------------------------------- | ---------------------------------------------------------- | ---------------------------------------------------------- |
| دوري الدرجة الأولى الأسترالي للرجال 2023–24، المركز الأول / الدوري الممتاز | دوري الدرجة الأولى الأسترالي للرجال 2023–24، المركز الأول / الدوري الممتاز | دوري الدرجة الأولى الأسترالي للرجال 2023–24، المركز الأول / الدوري الممتاز | دوري الدرجة الأولى الأسترالي للرجال 2023–24، المركز الأول / الدوري الممتاز | الموسم العادي    | دوري الدرجة الأولى الأسترالي للرجال 2023–24، المركز الثالث | دوري الدرجة الأولى الأسترالي للرجال 2023–24، المركز الثالث | دوري الدرجة الأولى الأسترالي للرجال 2023–24، المركز الثالث | دوري الدرجة الأولى الأسترالي للرجال 2023–24، المركز الثالث |
| الخصم                                                                      | النتيجة                                                                    | النتيجة                                                                    | النتيجة                                                                    | نهائيات التصفيات | الخصم                                                      | النتيجة                                                    | النتيجة                                                    | النتيجة                                                    |
|                                                                            |                                                                            |                                                                            |                                                                            | نهائيات التصفيات | ملبورن سيتي                                                | 1–1 (ب.و.إ.) (3–2 ر.ت) (أ)                                 | 1–1 (ب.و.إ.) (3–2 ر.ت) (أ)                                 | 1–1 (ب.و.إ.) (3–2 ر.ت) (أ)                                 |
| الخصم                                                                      | إجمالي                                                                     | الذهاب                                                                     | الإياب                                                                     | نصف النهائي      | الخصم                                                      | إجمالي                                                     | الذهاب                                                     | الإياب                                                     |
| سيدني إف سي                                                                | 2–1                                                                        | 2–1 (أ)                                                                    | 0–0 (خ)                                                                    | نصف النهائي      | نادي ويلينغتون فينيكس                                      | 2–1                                                        | 0–0 (أ)                                                    | 2–1 (ب.و.إ.) (خ)                                           |

### سنترال كوست مارينرز
تم اختيار فريق سيدني إف سي لمواجهة سنترال كوست مارينرز في الدور نصف النهائي، وأقيمت المباراة في 10 مايو في سيدني. انتهت مباراة الذهاب بفوز مارينرز 2–1 بعد أن سجل كل من جوش نيسبيت ‏ وميكائيل دوكا ‏ هدفًا من ركلة جزاء، ليقلب النتيجة لصالح سيدني إف سي بعد أن كان التقدم بهدف واحد سجله جويل كينج. وشهدت المباراة طرد لاعبين من صفوف السماوي بعد حصول جاك رودويل وكوري هولمان ‏ على البطاقة الحمراء. حصل رودويل على بطاقة صفراء أولية بسبب تدخل خطير على كريستيان ثيوهاروس قبل أن يتم إشهار البطاقة الحمراء مباشرة، بعد مراجعة حكم الفيديو المساعد (VAR). أقيمت مباراة الإياب بعد ثمانية أيام في ملعب سنترال كوست أمام حشد كامل العدد في جوسفورد. انتهت المباراة بالتعادل السلبي، 2–1 في مجموع المباراتين، مما سمح لفريق سنترال كوست مارينرز بالتقدم إلى النهائي. خلال المباراة، طُرد المدرب المساعد لفريق مارينرز داني سكوفيلد بسبب خلافاته بشأن التحدي الذي قام به ماكس بورجيس على جاكوب فاريل ‏. حصل أنتوني كاسيريس على بطاقة حمراء في الدقائق الأخيرة بسبب اعتراضه على الحكم علي رضا فغاني.

### ملبورن فيكتوري

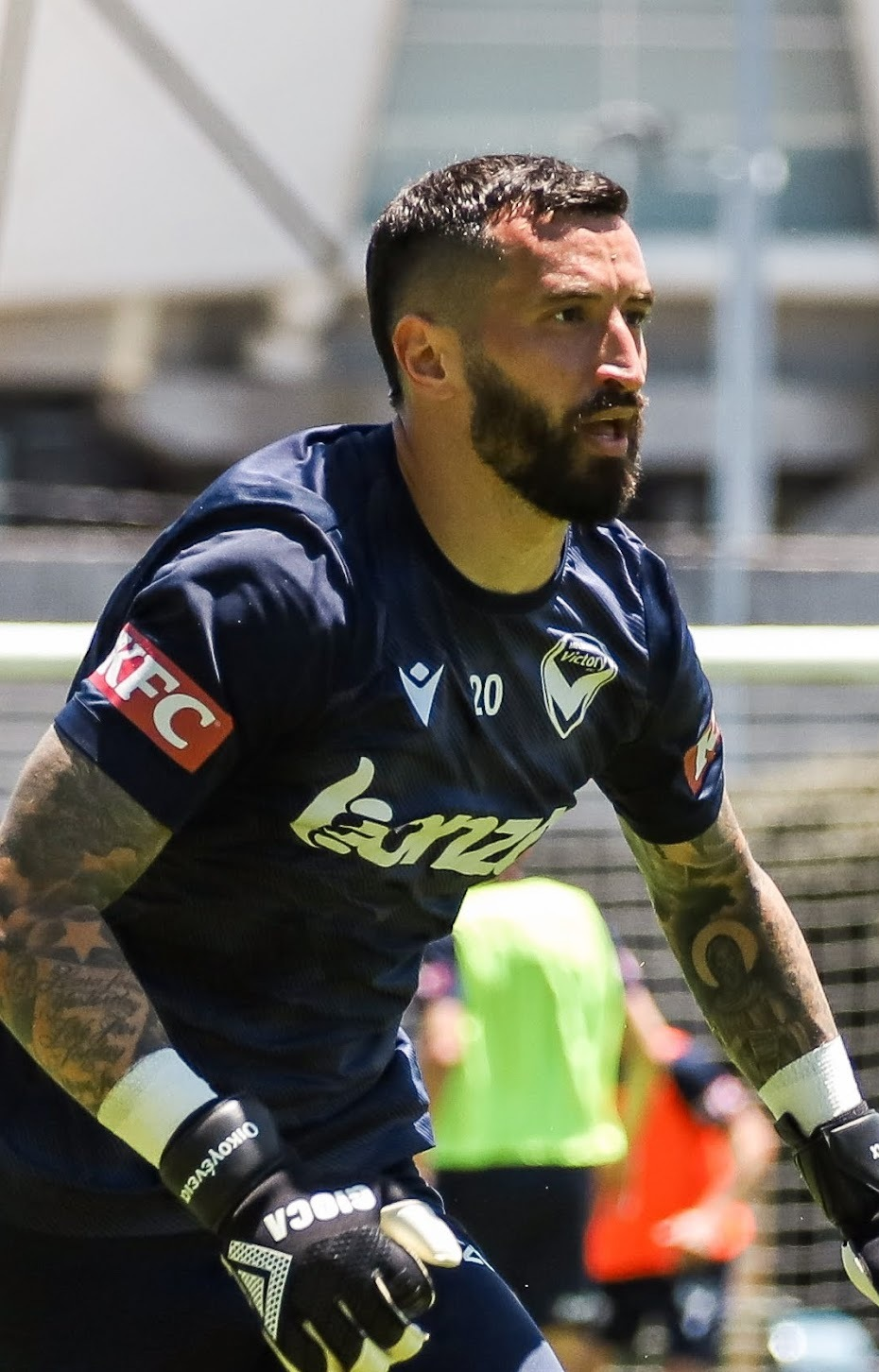
لعب بول إيزو لصالح فريق ميلبورن فيكتوري خلال سلسلة المباريات النهائية

نتيجة لاحتلال ملبورن فيكتوري المركز الثالث، كان لزامًا عليه اللعب في نهائي الإقصاء ضد ملبورن سيتي في ديربي ملبورن، وهو أول لقاء يُلعب في سلسلة نهائيات ‏ منذ عام 2015. انتهت المباراة بفوز ملبورن فيكتوري بركلات الترجيح 3–2 بعد التعادل 1–1 في الوقت الأصلي في 5 مايو. تم اختيار بول إيزو كأفضل لاعب في المباراة لفريق فيكتوري، حيث تصدى لأربع ركلات جزاء خلال ركلات الترجيح، بهدف لكل من نيشان فيلوبيلاي ‏ وصامويل سوبراين لفريق فيكتوري ومانشستر سيتي على التوالي. تم طرد لاعب من كلا الجانبين عندما حصل زين الدين ماشاش وكورتيس جود على البطاقة الحمراء. واجه ميلبورن فيكتوري فريق ويلينغتون فينيكس في الدور نصف النهائي وتعادلا بدون أهداف في مباراة الذهاب في 12 مايو. أقيمت مباراة الإياب بعد ستة أيام وفاز ميلبورن 2–1 على ويلينغتون في الوقت الإضافي أمام 33،000 متفرج في ملعب ويلينغتون الإقليمي. سجل كريس إيكونوميديس هدف الفوز في الوقت الإضافي بعد أن عادل أوسكار زاوادا النتيجة بهدف متأخر لصالح فينيكس خلال الوقت الأصلي.

## قبل المباراة

### المكان والعروض الترويجية
وباعتباره الفريق الذي احتل المركز الأعلى في الجدول، كان ملعب سنترال كوست في جوسفورد هو المكان الذي استضاف المباراة النهائية الكبرى لدوري الدرجة الأولى الأسترالي للرجال، وهي المرة الأولى التي تقام فيها المباراة النهائية الكبرى على هذا الملعب. كانت هذه الأرض موطنًا لفريق سنترال كوست مارينرز منذ موسم 2005–06 وتم تقاسمها سابقًا مع فريق محاربو نيوزيلندا ‏ أثناء الوباء. كانت هذه هي المرة الثانية التي تم فيها تسمية فريق مارينرز بالفريق المضيف منذ عام 2008، على الرغم من نقل المكان من ملعب سنترال كوست إلى ملعب سيدني لكرة القدم في ذلك الوقت. وكانت هذه أيضًا المرة الأولى التي يتم فيها منح استضافة البطولة للنادي صاحب المركز الأعلى منذ إلغاء صفقة النهائي الكبير في نوفمبر 2023. أقيمت المباراة النهائية لعام 2023، والتي فاز بها فريق مارينرز، في ملعب ويسترن سيدني ‏ في باراماتا، وتظل المرة الوحيدة التي استضاف فيها ملعب محدد نهائيًا كبيرًا.
كان من المقرر أن تكون المباراة هي المباراة النهائية الأقل حضورًا في تاريخ الدوري نظرًا لسعة 20059 متفرجًا في ملعب سنترال كوست. ونتيجة لذلك، تم تركيب مقاعد إضافية في الملعب لاستيعاب عدد أكبر من المتفرجين. تم توزيع التذاكر على تيكيت في 20 مايو 2024 لأعضاء النادي، مصحوبة بخصم 10٪، قبل إصدارها للجمهور في اليوم التالي وبيعت في 24 مايو، بما في ذلك 3000 من مشجعي الفريق الضيف. كان من المقرر أن يحطم المكان الرقم القياسي السابق لعدد الحضور البالغ 20060 متفرجًا من فريق سيدني روسترز في دوري الرجبي الوطني في يوليو 2017. استضاف مجلس الساحل المركزي ‏ موقعًا مباشرًا في جوسفورد ليجز كلوب بارك لمشاهدة المباراة النهائية مع الترفيه والأنشطة للمشاركين. كما تم استضافة موقع مباشر في ملعب ملبورن المستطيل ليتمكن المشجعون من المشاهدة.

### البث اللاسلكي
تم بث المباراة النهائية مباشرة على شبكة 10 في أستراليا، وشبكة سكاي سبورت في نيوزيلندا، وتم بثها عبر باراماونت+ و10 بلاي ‏. كان هذا هو البث النهائي الثالث على شبكة 10 وباراماونت+ منذ التعاقد مع الشبكتين في مايو 2021. وصل عدد المشاهدين إلى 1.12 مليون مشاهد في أستراليا على شبكة 10 وبلاي 10 وباراماونت+، وهو أعلى معدل مشاهدة لمباراة في الدوري الأسترالي على الخدمات وثاني أكثر البرامج مشاهدة في ذلك اليوم. بالنسبة لموسم 2023–24 ‏، بلغ إجمالي عدد المشاهدين مجتمعين خلال موسم دوري الدرجة الأولى الأسترالي للرجال ودوري الدرجة الأولى الأسترالي للسيدات 5.72 مليون، مما شهد زيادة بنسبة 16% في مشاهدة البث التلفزيوني، و33% على قناة 10 بلاي و53% على باراماونت+.

### التحضير للنهائي
في المباريات الثلاث التي لعبت بين سنترال كوست مارينرز وملبورن فيكتوري خلال دوري الدرجة الأولى الأسترالي للرجال 2023–24، تعادل الناديان مرتين في أول مباراتين لهما. الفوز الوحيد لكلا الجانبين جاء في اللقاء الثالث بفوز مارينرز 1–0 في ملبورن. في اللقاءات السابقة، التقى فريق فيكتوري مع فريق سنترال كوست 54 مرة، وفاز في 25 مباراة وخسر 13 مرة ضد منافسيه. قبل المباراة النهائية، كان برونو فورنارولي هو هداف الفريقين برصيد 18 هدفًا خلال الموسم لصالح ملبورن ‏، وكان في المركز الثاني في جدول الهدافين خلف آدم تاغارت. تصدر جوش نيسبيت ‏ قائمة اللاعبين الأكثر تمريرات حاسمة بإجمالي تسع تمريرات حاسمة، وهو ثاني أعلى رقم في الدوري خلف أنتوني كاسيريس.
كان حكم المباراة النهائية لعام 2024 هو أليكس كينج، ممثل اتحاد كوينزلاند لكرة القدم ‏. أدار كينج أول نهائي كبير في دوري الدرجة الأولى الأسترالي للرجال ‏ في مسيرته، بعد أن ظهر سابقًا كحكم رابع في نهائي عام 2020. وتم تعيين كيرني روبنسون وبراد رايت كحكمين مساعدين، مع تعيين آدم كيرسي كحكم رابع. ممثلاً لكرة القدم في ولاية نيو ساوث ويلز ‏، شارك كيرني للمرة الخامسة في المباراة النهائية والثانية كمساعد بينما ظهر رايت لأول مرة كحكم مساعد. وكان شون إيفانز حكم الفيديو المساعد (VAR) إلى جانب كريس جريفيث جونز وريتشارد نوموفسكي لمساعدته. تم تعيين هيو فينتون وايت كحكم مساعد احتياطي.
أعلن نادي ملبورن فيكتوري عن إجراء تغييرين على تشكيلته مع عودة لي بروكسهام وزين الدين ماشاش من الإيقاف لمباراتين. كما أعلن نادي سنترال كوست مارينرز عن تغييرين في الفريق، مع انضمام ديلان وينزل هولز ‏ وبيلي براندتمان ‏، ليحلا محل نوح سميث وساشا كوزيفسكي بسبب الإصابة. سيشارك بروكسهام في مباراته الأخيرة مع ملبورن بعد إعلان اعتزاله في أبريل. في التشكيلة الأساسية، اختار مارك جاكسون تشكيلة لم تتغير عن مباراتهم السابقة ضد سيدني إف سي بينما اختار توني بوبوفيتش تغييرين عن مباراتهم ضد ويلينجتون فينيكس، حيث حل ماشاش وسليم خليفي محل رولي بونيفاسيا ونيشان فيلوبيلاي ‏.

## المباراة

### التفاصيل
| سنترال كوست مارينرز                           | 3–1 (ب.و.إ.) | نادي ملبورن فيكتوري |
| --------------------------------------------- | ------------ | ------------------- |
| - ريان إدموندسون 90+1'، 120+1' - دي بيزيو 97' | تقرير        | جيسون غيريا 50'     |

| سنترال كوست مارينرز | ملبورن فيكتوري |

| GK          | 20 | داني فوكوفيتش (ق) |     |     |
| RB          | 15 | ستورم رو          |     | 70' |
| CB          | 23 | دان هول           |     |     |
| CB          | 3  | برايان كالتاك     |     |     |
| LB          | 18 | جاكوب فاريل       | 83' |     |
| RM          | 2  | ميكائيل دوكا      |     |     |
| CM          | 26 | براد تاب          |     | 70' |
| CM          | 6  | ماكس بالارد       |     |     |
| LM          | 7  | كريستيان ثيوهاروس |     | 57' |
| CF          | 9  | آلو كول           |     | 46' |
| CF          | 4  | جوش نيسبيت        |     |     |
| البدلاء:    |    |                   |     |     |
| GK          | 30 | جاك وارشاوسكي     |     |     |
| DF          | 33 | ناثان بول         |     |     |
| MF          | 16 | هاري ستيل         |     | 70' |
| MF          | 39 | ميغيل دي بيزيو    |     | 57' |
| FW          | 17 | جينغ ريك          |     |     |
| FW          | 22 | رونالد بارسيلوس   |     | 70' |
| FW          | 99 | ريان إدموندسون    |     | 46' |
| المدرب:     |    |                   |     |     |
| مارك جاكسون |    |                   |     |     |

| GK            | 20 | بول إيزو           |      |       |
| RB            | 2  | جيسون غيريا        |      |       |
| CB            | 5  | داميان دا سيلفا    | 106' |       |
| CB            | 21 | رودريك ميراندا (ق) |      |       |
| LB            | 3  | أداما تراوري       | 21'  | 115'  |
| CM            | 27 | جوردي فالادون      |      | 90+1' |
| CM            | 25 | ريان تيج           |      |       |
| RW            | 19 | دانييل أرزاني      | 70'  | 75'   |
| AM            | 8  | زين الدين ماشاش    |      | 75'   |
| LW            | 23 | ساليم خليف         |      | 58'   |
| CF            | 10 | برونو فورنارولي    |      | 90+1' |
| البدلاء:      |    |                    |      |       |
| GK            | 40 | كريستيان سيسيليانو |      |       |
| MF            | 14 | كونور تشابمان      |      | 115'  |
| MF            | 22 | جيك بريمر          |      | 90+1' |
| MF            | 28 | رولي بونيفاسيا     |      | 75'   |
| FW            | 7  | كريس إيكونوميديس   |      | 90+1' |
| FW            | 11 | بين فولامي         |      | 75'   |
| FW            | 17 | نيشان فيلوبيلاي    |      | 58'   |
| المدرب:       |    |                    |      |       |
| توني بوبوفيتش |    |                    |      |       |

| رجل المباراة (ميدالية جو مارستون): ريان إدموندسون (سنترال كوست مارينرز) الحكام المساعدون: كيرني روبنسون براد رايت الحكم الرابع: آدم كيرسي حكم الفيديو المساعد: شون إيفانز حكام الفيديو المساعدون: كريس جريفيث جونز ريتشارد نوموفسكي | قواعد المباراة - 90 دقيقة. - 30 دقيقة ووقت إضافي إذا لزم الأمر. - ركلات ترجيح إذا ظلت النتائج تعادل. - سبعة أسماء بديلة. - الحد الأقصى هو خمسة تبديلات، مع السماح بتبديل سادس في الوقت الإضافي. |

### الإحصائيات
| الإحصائيات           | سنترال كوست مارينرز | ملبورن فيكتوري |
| -------------------- | ------------------- | -------------- |
| الأهداف المسجلة      | 0                   | 0              |
| إجمالي التسديدات     | 1                   | 4              |
| التسديدات على المرمى | 0                   | 1              |
| التصديات             | 1                   | 0              |
| الاستحواذ            | 60%                 | 40%            |
| ضربات الزاوية        | 1                   | 2              |
| الأخطاء المرتكبة     | 6                   | 8              |
| التسلل               | 0                   | 0              |
| البطاقات الصفراء     | 0                   | 1              |
| البطاقات الحمراء     | 0                   | 0              |

| الإحصائيات           | سنترال كوست مارينرز | ملبورن فيكتوري |
| -------------------- | ------------------- | -------------- |
| الأهداف المسجلة      | 1                   | 1              |
| إجمالي التسديدات     | 3                   | 3              |
| التسديدات على المرمى | 1                   | 2              |
| التصديات             | 1                   | 0              |
| الاستحواذ            | 47%                 | 53%            |
| ضربات الزاوية        | 3                   | 0              |
| الأخطاء المرتكبة     | 6                   | 6              |
| التسلل               | 0                   | 0              |
| البطاقات الصفراء     | 1                   | 1              |
| البطاقات الحمراء     | 0                   | 0              |

| الإحصائيات           | سنترال كوست مارينرز | ملبورن فيكتوري |
| -------------------- | ------------------- | -------------- |
| الأهداف المسجلة      | 2                   | 0              |
| إجمالي التسديدات     | 3                   | 9              |
| التسديدات على المرمى | 2                   | 1              |
| التصديات             | 1                   | 0              |
| الاستحواذ            | 33%                 | 67%            |
| ضربات الزاوية        | 0                   | 2              |
| الأخطاء المرتكبة     | 5                   | 4              |
| التسلل               | 0                   | 1              |
| البطاقات الصفراء     | 0                   | 1              |
| البطاقات الحمراء     | 0                   | 0              |

| الإحصائيات           | سنترال كوست مارينرز | ملبورن فيكتوري |
| -------------------- | ------------------- | -------------- |
| الأهداف المسجلة      | 3                   | 1              |
| إجمالي التسديدات     | 7                   | 16             |
| التسديدات على المرمى | 3                   | 4              |
| التصديات             | 3                   | 0              |
| الاستحواذ            | 48%                 | 52%            |
| ضربات الزاوية        | 4                   | 4              |
| الأخطاء المرتكبة     | 17                  | 18             |
| التسلل               | 0                   | 1              |
| البطاقات الصفراء     | 1                   | 3              |
| البطاقات الحمراء     | 0                   | 0              |

## بعد المباراة
حقق فريق سنترال كوست مارينرز ما أطلق عليه الثلاثية من قبل أولئك الذين يعتبرون إنهاء الموسم العادي للدوري الأسترالي في المركز الأول بمثابة كأس أستراليا، الذي لم يفز به مارينرز في ذلك الموسم. أصبحوا أول فريق في الدوري الأسترالي ينهي الموسم العادي للدوري في المركز الأول ثم يفوز بالمباراة النهائية ويفوز ببطولة آسيوية، مع الفوز بالبطولة والدوري الممتاز نهائي كأس الاتحاد الآسيوي 2024 الآسيوي خلال موسم 2023–24 ‏؛ حقق ملبورن فيكتوري وسيدني إف سي سابقًا النسخة الأسترالية من "الثلاثية المحلية" من خلال عقد الدوري الأسترالي الممتاز وبطولة الدوري الأسترالي وكأس أستراليا في وقت واحد. حقق فريق مارينرز أيضًا فوزين متتاليين في النهائيات الكبرى لأول مرة في تاريخ النادي والفريق الثالث في الدوري الأسترالي الذي يفعل ذلك بعد سيدني إف سي في عام 2020 وبريسبان روار في عام 2012. بصفتهم الفريق الأول، دخل فريق سنترال كوست مارينرز إلى دوري أبطال آسيا 2024–25.
حضر المباراة حوالي 21،379 مشجعًا، وهو أعلى عدد جماهيري تم تسجيله في ملعب سنترال كوست، وحدث غزو للملعب عندما تم إطلاق صافرة النهاية. قبل إحضار الكأس، تم إخراج المشجعين من الملعب بناءً على طلبات الشرطة. بعد المباراة، تم تسمية فريق سنترال كوست مارينرز لموسم 2023–24 كواحد من أفضل الفرق في تاريخ أستراليا، مقارنة بفريق أنجي بوستيكوجلو رور، الذي لعب 36 مباراة دون هزيمة حتى عام 2011، وموسم جراهام أرنولد 2016–17 مع نادي سيدني إف سي. أنهى أنخيل توريس المباراة كأفضل هداف للنادي على الرغم من غيابه عن المباراة بسبب التهم التي وجهتها إليه شرطة نيو ساوث ويلز.
في حفل توزيع الجوائز، حصل رايان إدموندسون على ميدالية جو مارستون ‏ لهدفيه في المباراة. حصل جوش نيسبيت ‏ على ميدالية جوني وارن ‏ وتم تسمية المدرب الرئيسي مارك جاكسون مدرب العام في الدوري الأسترالي للرجال ‏. كان هذا هو الموسم الأول لجاكسون كمدرب رئيسي لفريق مارينرز بعد رحيل نيك مونتجومري في الموسم السابق ‏. مع حصوله على أول ميدالية له كأفضل لاعب، احتل نيسبيت المركز الأول في الأصوات متقدمًا على برونو فورنارولي، الذي احتل المركز الثاني في الحذاء الذهبي، وكوستا بارباروسيس ‏. بعد تسجيله الهدف الثاني لصالح سنترال كوست، أصبح ميغيل دي بيزيو ‏ أصغر لاعب يسجل في المباراة النهائية، بعمر 18 عامًا و4 أشهر و22 يومًا، بينما أصبح داني فوكوفيتش أكبر لاعب يلعب في نهائي الدوري الأسترالي بعمر 39 عامًا و58 يومًا. أعلن فوكوفيتش اعتزاله كرة القدم الاحترافية في اليوم التالي، 26 مايو 2024، في احتفال النادي بالموسم في إيرينا فير ‏. بالنسبة لفريق ميلبورن فيكتوري، تقاعد لي بروكسهام، الذي لم يتم اختياره لتشكيلة المباراة، بعد أن شارك في أكبر عدد من المباريات في الدوري الأسترالي بعد أن شارك في 389 مباراة بالدوري مع فيكتوري.
وأعرب جاكسون عن ثقته في الفوز وأشاد بتصميم فريقه على العودة رغم خسارته في وقت مبكر من الشوط الثاني. وأشاد بالمساعد داني سكوفيلد، الذي تم إيقافه عن الدور نصف النهائي، على العمل والنجاح الذي حققه خلال الموسم. وأشاد إدموندسون أيضًا بالطاقم واللاعبين على العمل الجاد الذي بذلوه خلال الموسم، قائلاً إنه "ممتن لكل شخص هنا، فهو ليس مجرد نادٍ لكرة القدم". في المقابل، أبدى توني بوبوفيتش حزنه الشديد لخسارة فريقه، مؤكدا أن فريقه كان يستحق الفوز بالمباراة. وأضاف أنه "شعر بالأسف تجاه المشجعين" الذين سافروا من ملبورن ووعد بتغيير سلسلة هزائمه في النهائي الكبير؛ وانتهى الأمر ببوبوفيتش إلى الرحيل عن منصبه كمدير فني لفريق فيكتوري بعد أسبوعين بقليل من المباراة.

## الملاحظات
1. ↑  حصل كل فريق على ثلاث فرص فقط لإجراء التبديلات، مع فرصة رابعة في الوقت الإضافي، باستثناء التبديلات التي أجريت في الشوط الأول، وقبل بداية الوقت الإضافي، وفي استراحة الشوط الأول في الوقت الإضافي.